# Karolin (rejon korelicki)
Karolin (biał. Караліны, Karaliny; ros. Каролины, Karoliny) – wieś na Białorusi, w obwodzie grodzieńskim, w rejonie korelickim, w sielsowiecie Rajca.

## Historia
W dwudziestoleciu międzywojennym leżał w Polsce, w województwie nowogródzkim, w powiecie nowogródzkim, w gminie Rajce. W 1921 miejscowość liczyła 71 mieszkańców, zamieszkałych w 12 budynkach, wyłącznie Białorusinów wyznania prawosławnego.
Po II wojnie światowej w granicach Związku Sowieckiego. Od 1991 w niepodległej Białorusi.